# باباگیل
باباگیل (به لاتین: Babagil) یک منطقه مسکونی در جمهوری آذربایجان است که در شهرستان لریک واقع شده است.

## جمعیت
باباگیل ۲۸۹ نفر جمعیت دارد.